# Kanton Bologne
 Bologne  is een kanton van het Franse departement Haute-Marne. Het kanton maakt deel uit van de arrondissementen  Chaumont (33) Saint-Dizier (5).  

Het telt 10.482 inwoners in 2018.

Het kanton werd gevormd ingevolge het decreet van 17  februari 2014 met uitwerking op 22 maart 2015.

## Gemeenten
Het kanton Bologne omvat bij zijn oprichting volgende 38 gemeenten:
- Andelot-Blancheville
- Annéville-la-Prairie
- Bologne
- Bourdons-sur-Rognon
- Briaucourt
- Cerisières
- Chantraines
- Cirey-lès-Mareilles
- Consigny
- Daillancourt
- Darmannes
- Domremy-Landéville
- Doulaincourt-Saucourt
- Ecot-la-Combe
- Froncles
- La Genevroye
- Guindrecourt-sur-Blaise
- Lamancine
- Marbéville
- Mareilles
- Meures
- Mirbel
- Montot-sur-Rognon
- Ormoy-lès-Sexfontaines
- Oudincourt
- Reynel
- Rimaucourt
- Rochefort-sur-la-Côte
- Roches-Bettaincourt
- Rouécourt
- Sexfontaines
- Signéville
- Soncourt-sur-Marne
- Viéville
- Vignes-la-Côte
- Vignory
- Vouécourt
- Vraincourt